# Flynn
Flynn, auch O’Flynn, Flinn oder Lynne, ist ein alter irischer Familienname.

## Herkunft und Bedeutung
Der irische Clan O Flainn war ursprünglich in der Gegend von Munster ansässig. Der Name leitet sich vom gälischen flann ab und bedeutet so viel wie „Der frisch und rosig aussieht“ oder auch „Der Rotgesichtige“. Infolge der starken Auswanderungsbewegung irischer Familien nach Übersee findet sich der Name häufig in Australien, Kanada und den USA.

## Namensträger

### A
- Allyson Flynn (* 1982), australische Fußballschiedsrichterassistentin
- Ann Marie Flynn (1938–2021), US-amerikanische Hochspringerin

### B
- Barbara Flynn (* 1948), britische Schauspielerin und Off-Sprecherin
- Bernadette Flynn (* 1979), irische Tänzerin
- Beverley Flynn (* 1966), irischer Politiker (Fianna Fáil)
- Bill Flynn (Schauspieler) (William Frederick Flynn; 1948–2007), südafrikanischer Schauspieler und Comedian
- Bill Flynn (Eishockeyspieler) (William Flynn; * 1950), US-amerikanischer Eishockeyspieler und -trainer
- Brandon Flynn (* 1993), US-amerikanischer Schauspieler
- Breanne Flynn (* 1995), irische Squashspielerin
- Brian Flynn (Fußballspieler) (* 1955), walisischer Fußballspieler und -trainer
- Brian Flynn (Eishockeyspieler) (* 1988), US-amerikanischer Eishockeyspieler
- Brian Flynn (Baseballspieler) (* 1990), US-amerikanischer Baseballspieler

### C
- Catherine O’Flynn (* 1970), britische Schriftstellerin
- Charles A. Flynn (* 1963), US-amerikanischer Vier-Sterne-General
- Corey Flynn (* 1981), neuseeländischer Rugby-Union-Spieler

### D
- Dean Flynn (* 1981), US-amerikanischer Pornodarsteller
- Dennis Thomas Flynn (1861–1939), US-amerikanischer Politiker

### E
- Edmund James Flynn (1847–1927), kanadischer Politiker
- Edward Flynn (Boxer) (1909–1976), US-amerikanischer Amateurboxer
- Edward J. Flynn (1891–1953), US-amerikanischer Politiker
- Eileen Flynn (* 1990), irische Politikerin
- Elizabeth Gurley Flynn (1890–1964), US-amerikanische Politikerin
- Errol Flynn (1909–1959), australisch-amerikanischer Filmschauspieler

### F
- Francis Duncan O’Flynn (1918–2003), neuseeländischer Rechtsanwalt und Politiker der New Zealand Labour Party
- Frank Emilio Flynn (1921–2001), kubanischer Pianist

### G
- George Flynn (Baseballspieler) (1871–1901), US-amerikanischer Baseballspieler
- George Flynn (Komponist) (* 1937), US-amerikanischer Komponist und Pianist
- George Flynn (Posaunist), US-amerikanischer Musiker
- George J. Flynn (Verleger) (* 1921), US-amerikanischer Herausgeber und Verleger
- George J. Flynn (General), US-amerikanischer Marinegeneral
- George W. Flynn (1938–2020), US-amerikanischer Physikochemiker
- Gerald T. Flynn (1910–1990), US-amerikanischer Politiker
- Gerry Flynn (* 1965), irischer Springreiter
- Gillian Flynn (* 1971), US-amerikanische Schriftstellerin

### H
- Harry J. Flynn (1933–2019), US-amerikanischer Geistlicher, Erzbischof von Saint Paul and Minneapolis

### J
- Jacques Flynn (1915–2000), kanadischer Jurist und Politiker
- James Flynn (Fechter) (1907–2000), US-amerikanischer Fechter
- James Flynn (Rennfahrer), US-amerikanischer Rennfahrer
- James Flynn (Politiker) (* 1944), US-amerikanischer Politiker
- James Flynn (Filmproduzent) (1965–2023), irischer Filmproduzent
- James Flynn (Schauspieler), US-amerikanischer Schauspieler
- James R. Flynn (1934–2020), US-amerikanischer Politikwissenschaftler
- Jay M. Flynn (alias Jack Slade; 1925–1985), US-amerikanischer Autor von Spionage-, Polizei- und Westernromanen.
- Jenna Flynn (* 2004), US-amerikanische Wasserballspielerin
- Jerome Flynn (* 1963), englischer Schauspieler
- Joe Flynn (eigentlich Joseph Flynn; 1924–1974), US-amerikanischer Schauspieler und Komiker
- John Flynn (Geistlicher) (1880–1951), australischer Geistlicher, Begründer eines Medizinischen Flugdienstes
- John Flynn (Politiker, 1891) (1891–1968), irischer Politiker
- John Flynn (Regisseur) (1932–2007), US-amerikanischer Filmregisseur
- John Flynn (Politiker, 1953) (* 1953), australischer Politiker
- John Flynn (Politiker, 1954) (1954–2021), kanadischer Politiker
- John J. Flynn (* 1955), US-amerikanischer Paläontologe und Museumskurator
- Johnny Flynn (* 1983), britischer Singer-Songwriter
- Jonny Flynn (* 1989), US-amerikanischer Basketballspieler
- Joseph V. Flynn (1883–1940), US-amerikanischer Politiker

### K
- Ken O’Flynn, irischer Politiker
- Kevin Flynn (* 1939), irischer Rugby-Union-Spieler

### L
- Lara Flynn Boyle (* 1970), US-amerikanische Schauspielerin
- Luke Flynn (Schauspieler) (* 1975), US-amerikanischer Schauspieler jamaikanischer Herkunft
- Luke Flynn (Komponist) (* 1988), US-amerikanischer Komponist

### M
- Malachi Flynn (* 1998), US-amerikanischer Basketballspieler
- Michael Flynn (Schauspieler) (* 1947), US-amerikanischer Schauspieler
- Michael Flynn (Produzent), US-amerikanischer Filmproduzent
- Michael Flynn (Fußballspieler, 1969) (* 1969), englischer Fußballspieler
- Michael Flynn (Eishockeyspieler) (* 1973), US-amerikanischer Eishockeyspieler
- Michael Flynn (Fußballspieler, 1980) (* 1980), walisischer Fußballspieler und -trainer
- Michael Flynn (Dartspieler) (* 1992), irischer Dartspieler

- Michael F. Flynn (1947–2023), US-amerikanischer Autor
- Michael J. Flynn (* 1934), US-amerikanischer Elektrotechniker
- Michael T. Flynn (* 1958), US-amerikanischer Offizier und ehemaliger Nationaler Sicherheitsberater

- Michael F. Flynn (1947–2023), US-amerikanischer Science-Fiction Autor

- Mike Flynn (Basketballspieler) (* 1953), US-amerikanischer Basketballspieler
- Mike Flynn (Footballspieler) (* 1974), US-amerikanischer Footballspieler
- Mike Flynn (Drehbuchautor) (* 1982), US-amerikanischer Drehbuchautor
- Miriam Flynn (* 1952), US-amerikanische Schauspielerin

### N
- Neil Flynn (* 1960), US-amerikanischer Schauspieler
- Noel O’Flynn (* 1951), irischer Politiker (Fianna Fáil)

### O
- Olly Flynn (* 1950), britischer Geher

### P
- Pádraig Flynn (* 1939), irischer Politiker
- Patrick Flynn (Leichtathlet) (1894–1969), US-amerikanischer Hindernisläufer
- Patrick O’Flynn (1965–2025), britischer Politiker
- Patrick Flynn (Tennisspieler) (* 1968), australischer Tennisspieler
- Patrick Flynn (Eishockeyspieler) (* 1985), deutscher Eishockeyspieler

### R
- Ray Flynn (* 1957), irischer Mittelstreckenläufer
- Raymond Flynn (* 1939), US-amerikanischer Politiker
- Robert Conrad Flynn (* 1967) US-amerikanischer Gitarrist und Sänger, siehe Robb Flynn
- Robert J. Flynn (1937–2014), US-amerikanischer Offizier, Kriegsgefangener
- Robert M. Flynn († 1996), Requisiteur
- Robbie Flynn (* 1970), US-amerikanischer Rugby-Union-Spieler
- Rome Flynn (* 1991), US-amerikanischer Schauspieler
- Rory Flynn (* 1947), US-amerikanische Schauspielerin, Fotografin und Autorin
- Ryan Flynn (Eishockeyspieler) (* 1988), US-amerikanischer Eishockeyspieler
- Ryan Flynn (Fußballspieler) (* 1988), schottischer Fußballspieler

### S
- Sean Flynn (Fotograf) (1941–nach 1970), US-amerikanischer Fotograf und Schauspieler
- Sean Flynn (Fußballspieler) (* 1968), englischer Fußballspieler
- Sean Flynn (Schauspieler) (* 1989), US-amerikanischer Schauspieler
- Sean Flynn (Radsportler) (* 2000), schottischer Radrennfahrer
- Stephen O’Flynn (* 1982), irischer Fußballspieler
- Stephen Flynn (Politiker, Leitrim) († 1960), irischer Politiker
- Stephen Flynn (Politiker, 1988) (* 1988), britischer Politiker

### T
- T. Geoffrey Flynn (* 1937), kanadischer Biochemiker
- Theodore Thomson Flynn (1883–1968), australischer Meeresbiologe
- Thomas Flynn (Bischof, Ardagh) († 1730), irischer römisch-katholischer Bischof von Ardagh
- Thomas Flynn (Bischof, 1931) (1931–2015), irischer römisch-katholischer Bischof von Achonry
- Thomas Flynn (Fußballspieler) (* 1990), schottischer Fußballtorwart
- Tiffany Flynn (* 1995), US-amerikanische Weitspringerin

### V
- Vince Flynn (1966–2013), US-amerikanischer Schriftsteller

### W
- William J. Flynn (Regierungsbeamter) (William James Flynn; 1867–1928), amerikanischer Regierungsbediensteter
- William J. Flynn (Manager) (* 1954), amerikanischer Verkehrsmanager
- William S. Flynn (Politiker) (1885–1965), US-amerikanischer Politiker
- William S. Flynn (Golfarchitekt) (1890–1945), US-amerikanischer Golfarchitekt